# Robert MacDonald (effets spéciaux)
Pour les articles homonymes, voir Robert MacDonald et MacDonald.
Robert Andrew MacDonald, né en Californie le 16 juillet 1912 et mort à Ventura  (Californie) le 12 mai 1989, est un artiste d'effets spéciaux américain, lauréat de deux Oscars.

## Filmographie sélective
- Enemy (1985)
- Gremlins (1984)
- Superman (1978)
- La Fille de Ryan (1970)
- La Charge de la brigade légère (1968)
- Paris brûle-t-il ? (1966)
- Quoi de neuf, Pussycat ? (1965)
- Le Jour le plus long (1962)
- Ben Hur (1959)

## Nominations aux Oscars
Toutes ces nominations concernent la catégorie « Oscar des meilleurs effets visuels ».
- 1960 : Récompensé pour Ben-Hur, avec A. Arnold Gillespie et Milo B. Lory[1].
- 1963 : Récompensé pour Le Jour le plus long, avec Jacques Maumont[1].
- 1946 : Nommé pour Les Sacrifiés. Avec A. Arnold Gillespie, Donald Jahraus et Michael Steinore. Le trophée fut décerné au film Le Joyeux Phénomène[1]